# Regina-Palast-Hotel

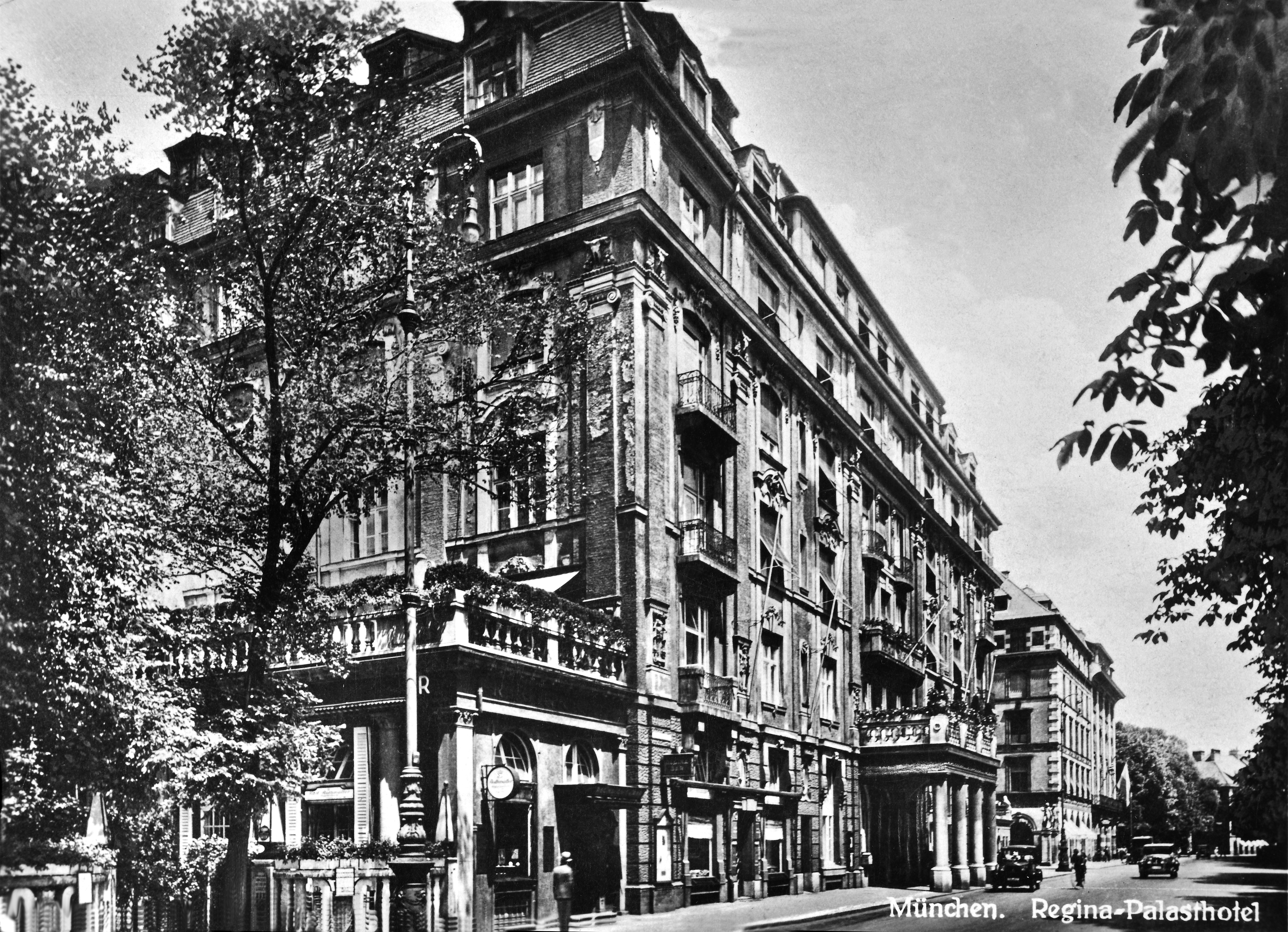
Regina-Palast-Hotel (um 1925)

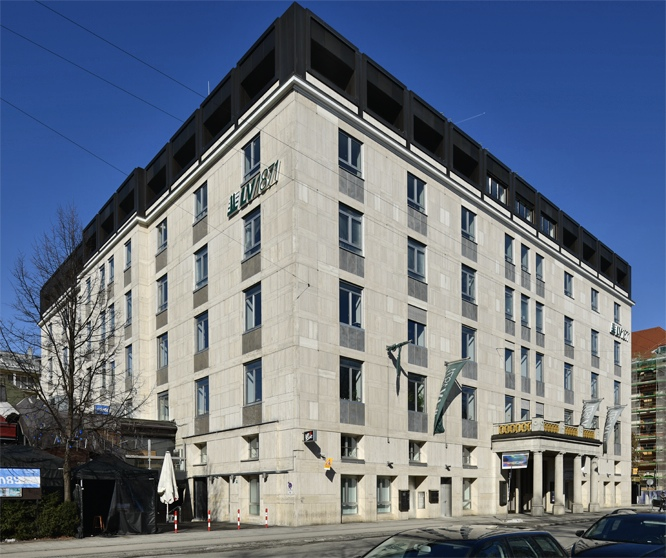
Haus Regina (2018)

Das Regina-Palast-Hotel war ein Luxushotel in München, Maximiliansplatz 5 / Max-Joseph-Straße, das von 1908 bis 1975 existierte. Danach wurde es zum Haus Regina umgebaut, als Bürogebäude mit Gastronomie.

## Geschichte
Der Hotelier Alois Seethaler, Besitzer des Luxushotels Axelmannstein in Bad Reichenhall, plante ab 1906 ein Hotel in München. Der Hotelbau wurde – teils als Neubau, teils als Umbau eines schon bestehenden Gebäudes – für die A. Seethaler GmbH 1907 nach Plänen des Architekten Franz Lukas als Mitarbeiter der Bauunternehmung von Karl Stöhr ausgeführt.
Hermann Volkhardt übernahm das Hotel um 1908; nach seinem Tod übernahm sein Sohn Ernst Volkhardt das Hotel. Der Juwelier Karl Rothmüller hatte hier ein Juweliergeschäft.
Bald waren die Bälle und Tanztees in München bekannt. Im April 1924 kam von hier die erste Jazz-Sendung in einem deutschen Radiosender. In den 1920er und 1930er Jahren hatte der Tanzsportverein Gelb-Schwarz-Casino München im Hotel seine Veranstaltungen. Auch der Chrysanthemenball fand hier einige Jahre statt. Von 1935 bis 1937 wohnte Jacques Rosenthal im Hotel, Arthur Eichengrün von 1939 bis 1940. Die britische Delegation um Neville Chamberlain zur Konferenz, die zum Münchner Abkommen vom 29. September 1938 führte, logierte im Regina-Palast-Hotel. Im Zweiten Weltkrieg wurde das Gebäude 1944 von Bomben getroffen.
Nach dem Krieg wurde die beschädigte Fassade entfernt, nur der Vorbau zum Eingang blieb erhalten. Im April 1946 wurde das Hotel bei der städtischen Trümmerräumung vorgezogen, um das Hotelgewerbe schneller in Schwung zu bringen, und mit einer neuen Fassade wiederaufgebaut. Kurz darauf wurden im Hotel Teile des Films Zwischen gestern und morgen mit Hildegard Knef gedreht.
Ab 1949 waren die Faschingsbälle im Hotel wieder ein Anziehungspunkt und blieben es bis in die 1970er Jahre. Prominente wie der Politiker Henry Kissinger waren im Hotel zu Gast. 1962 fand hier ein Treffen der spanischen Opposition statt. Ab 1965 machte Otte Koch hier seine Kochlehre. 1971 wurde eine Folge der Kriminalreihe Der Kommissar an diesem Hotel gedreht (Folge 34 „Der Tote von Zimmer 17“).
1975 war das Hotel durch schlechtes Management heruntergewirtschaftet.

## Haus Regina (seit 1975)

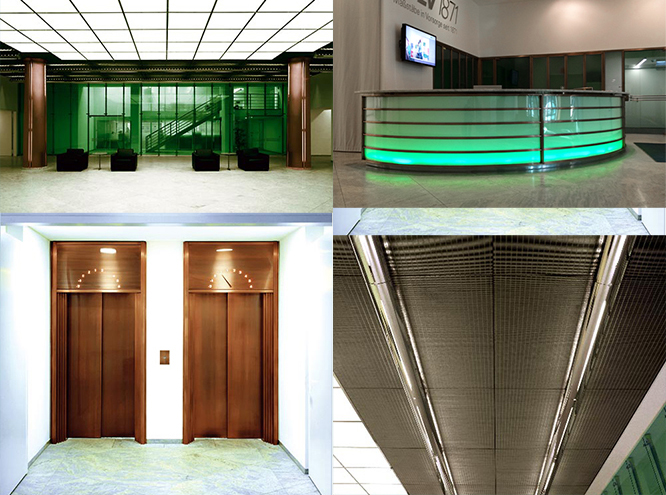
Empfangshalle und Konferenzbereiche im Regina Haus, Neugestaltung Gert M. Weber (1998)

Die LV 1871 kaufte das Hotel 1975 für 23 Millionen DM und ließ es als Haus Regina für 45 Millionen DM zur Unternehmenszentrale umbauen. Teile des Hauses Regina werden vermietet. Eckart Witzigmann hatte hier von 1978 bis Ende 1994 sein Restaurant Aubergine, das als erstes deutsches Restaurant mit drei Sternen im Guide Michelin ausgezeichnet wurde. Heute befinden sich dort neben der LV-1871-Zentrale mehrere Bars und Clubs.